# Коктерецький сільський округ (Казталовський район)
Коктере́цький сільський округ (каз. Көктерек ауылдық округі, рос. Коктерекский сельский округ) — адміністративна одиниця у складі Казталовського району Західноказахстанської області Казахстану. Адміністративний центр — село Коктерек.
Населення — 1544 особи (2021; 1915 у 2009, 2114 у 1999, 2180 у 1989).
Станом на 1989 рік існувала Коктерецька сільська рада (села Єламан, Кірово, Коктерек, Оразгалі, Сатибалди) колишнього Фурмановського району. Село Єламан ліквідовано 2023 року.

## Склад
До складу округу входять такі населені пункти:
| Населений пункт | Старі назви          | Населення, осіб (1989) | Населення, осіб (1999) | Населення, осіб (2009) | Населення, осіб (2021) |
| --------------- | -------------------- | ---------------------- | ---------------------- | ---------------------- | ---------------------- |
| Єламан, село    | -                    | 266                    | 185                    | 152                    | 34                     |
| Коктерек, село  | -                    | 928                    | 979                    | 941                    | 908                    |
| Саралжин, село  | Кірово, імені Кірова | 466                    | 440                    | 337                    | 208                    |
| Сатибалди, село | -                    | 309                    | 334                    | 332                    | 237                    |
| Уразгалі, село  | Оразгалі             | 211                    | 176                    | 153                    | 157                    |